# Hellmuth Straka
Hellmuth Straka (Gratzen/Nové Hrady, Checoslovaquia, 31 de marzo de 1922 – Caracas, Venezuela, 17 de marzo de 1987), fue un antropólogo, espeleólogo, fotógrafo y arqueólogo austríaco, residenciado en Venezuela.

## Biografía
Aunque su familia estaba formada por miembros checos y alemanes, se crio fundamentalmente en la esfera germanoparlante. Por eso, una vez anexionada Checoslovaquia al III Reich, a los 18 años fue reclutado por el ejército alemán, participando en acciones de la Segunda Guerra Mundial, tales como las batallas de Smolensko, Kiev, Járkov y Stalingrado, donde fue herido. Desaparecida su división en esa batalla, el resto de la guerra lo pasó en Yugoslavia. Su dominio de idiomas eslavos-checo y ruso- hizo que lo destinaran como instructor de tropas croatas. Una vez terminada la guerra, por los "Decretos de Beneš" en 1945, se expulsó a la minoría de más de tres millones de alemanes de Checoslovaquia y tuvo que marcharse de su patria. Así pasó a Austria, cuya nacionalidad le fue otorgada, y con la cual ya tenía estrechos vínculos familiares; aunque por su carácter aventurero nunca estuvo mucho tiempo en un mismo lugar, trabajó en un circo como cuidador de elefantes, luego pasó a Italia y en el año 1952 llegó a Venezuela, donde encontró un país para asentarse.

### En Venezuela
En Venezuela ocupó varios trabajos, usando todo el tiempo posible para recorrer la amplia geografía del país. Finalmente, se estableció en Maracaibo, donde aún quedaba una amplia colonia alemana, trabajando para Siemens –en la guerra aprendió el oficio de radiotelegrafista- y desde donde durante 8 años emprendió numerosas expediciones a la Sierra de Perijá, en especial el territorio Yukpa de Perijá, donde vivió con los indígenas, aprendió su lengua e incluso hizo vocabularios de las mismas en alemán. Se instruyó de forma autodidacta, en áreas como la antropología, la espeleología y la botánica; pero sería en el indigenismo por donde arrancaría su labor divulgativa. Fueron muchas las peripecias de esta época. Fue el primero en encontrar los pocos miembros de la etnia Japrieria.
Estando al lado de los indígenas se solidarizó con sus luchas. Es durante este tiempo cuando da inicio a una de sus grandes pasiones la escritura. Desde diversos diarios marabinos, en particular Panorama, formuló denuncias sobre la violación sobre los derechos de los indígenas, que incluso llegaron a ser incorporadas en el informe Bertrand Russell para la ONU en 1967. Esto traería como consecuencia atentados y agresiones en su contra, por parte del sector ganadero del estado Zulia. En 1960, se establece en Caracas, donde consigue empleo fijo en la compañía telefónica nacional. Desde entonces sus investigaciones gravitarán en el centro de Venezuela y en dos nuevos ejes: la arqueología y la espeleología. En esos tiempos entró a la Sección de Espeleología de la Sociedad Venezolana de Ciencias Naturales (SVCN).
Desde Venezuela viajó dos veces al África occidental. En 1965 visita Senegal y después entre mayo de 1967 y enero de 1968, viaja por Guinea Ecuatorial, viviendo con nativos, conociendo sus tradiciones y costumbres. En las cercanías del poblado de Ebediyín casi en la frontera triple con Camerún y Gabón, el 19 de julio de 1967, descubre una cueva abierta en un gran afloramiento de granito, siendo nombrada Cueva Caracas en honor del cuatricentenario de la ciudad capital de Venezuela. En marzo de 1967 se incorpora, como miembro fundador, a la Sociedad Venezolana de Espeleología. En 1977 se hace miembro de la National Geographic Society.
Fue un exhaustivo explorador de petroglifos y grabados en rocas. Entre sus escritos más importantes, está la documentación inicial del geoglifo de Chirgua que visitó en 1962, las pinturas rupestres Los Corozos, en el estado Aragua, las primeras halladas al norte del Orinoco. Su trabajo Los Petroglifos de Venezuela, es una referencia obligada en el tema.
Entre 1978 y 1987 realiza diversas excursiones, especialmente para visitar túneles de minas abandonadas y cuevas en la región central con algún interés arqueológico. En la Universidad Católica Andrés Bello colaboró con la Doctora Angelina Pollak-Eltz en varios de sus estudios antropológicos. En su actividad periodística de ese período publicó más de dos centenares de artículos divulgativos sobre antropología, espeleología e historia en Cábala y Mecánica Nacional, y, de forma más esporádica, en diversos periódicos. En 1980 recoge sus experiencias en la Sierra de Perijá en su libro Ocho años entre yukpas y japrerias, demostrando su conexión como periodista, antropólogo y activista de la causa indigenista.
Estando en Caracas conoció a Luisa Medina, con quien se casó y tuvo dos hijos, Úrsula y Tomás Straka. Fallece en esta ciudad en 1987, víctima de un cáncer de estómago.

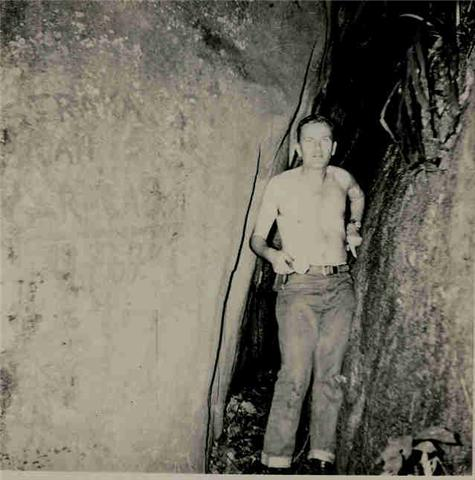
Hellmuth Straka en la Cueva Caracas, Guinea Ecuatorial, 1967